# Zos Kia Cultus (Here and Beyond)
Zos Kia Cultus (Here and Beyond) è un album pubblicato nel 2002 dal gruppo blackened death metal polacco Behemoth.

## Tracce
1. Horns ov Baphomet – 6:34
2. Modern Iconoclasts – 4:25
3. Here and Beyond (Titanic Turn of Time) – 3:25
4. As Above So Below – 4:59
5. Blackest ov the Black – 3:41
6. Hekau 718 – 0:43
7. The Harlot ov the Saints – 2:47
8. No Sympathy for Fools – 3:48
9. Zos Kia Cultus – 5:33
10. Fornicatus Benefictus – 0:52
11. Typhonian Soul Zodiack – 4:29
12. Heru Ra Ha: Let There Be Might – 3:03

## Curiosità
- Alla fine della prima traccia (Horns ov Baphomet) la persona che parla è Aleister Crowley.

## Formazione
- Adam "Nergal" Darski - chitarra, chitarra acustica, voci, testi
- Zbigniew Robert "Inferno" Promiński - batteria
- "Havok" - chitarra
- Marcin "Novy" Nowak - basso